# Якуб Вавжиняк
Я́куб Вавжиня́к (пол. Jakub Wawrzyniak, нар. 7 липня 1983, Кутно) — польський футболіст, півзахисник «Лехія» та національної збірної Польщі.

## Клубна кар'єра
Вихованець юнацьких команд футбольних клубів «Спарта» (Злотув), МСП (Шамотули) та «Спарта» (Оборніки).
У дорослому футболі дебютував 2002 року виступами за команду клубу «Спарта» (Бродниця), в якій провів один сезон. Згодом з 2003 по 2005 рік грав у складі команд клубів «Блекитні» (Старгард-Щецинський) та «Світ» (Новий-Двір-Мазовецький).
Своєю грою за останню команду привернув увагу представників тренерського штабу клубу «Відзев», до складу якого приєднався 2005 року. Відіграв за команду з Лодзя наступні два сезони своєї ігрової кар'єри. Більшість часу, проведеного у складі «Відзева», був основним гравцем команди.
2007 року уклав контракт з варшавською «Легією». Виступи за «Легію» переривалися 2009 року, першу половину якого Вавжиняк провів у Греції, виступаючи на умовах оренди за «Панатінаїкос».

## Виступи за збірну
2006 року дебютував в офіційних матчах у складі національної збірної Польщі. Наразі провів у формі головної команди країни 25 матчів.
У складі збірної був учасником чемпіонату Європи 2008 року в Австрії та Швейцарії.

## Титули і досягнення
- Чемпіон Польщі (1):

«Легія» (Варшава): 2013
- Володар Кубка Польщі (6):

«Легія» (Варшава): 2008, 2011, 2012, 2013
- Володар Суперкубка Польщі (1):

«Легія» (Варшава): 2008